# Stefano Guberti
Stefano Guberti (Sesto San Giovanni, 6 novembre 1984) è un dirigente sportivo, allenatore di calcio ed ex calciatore italiano, di ruolo centrocampista,  tecnico della squadra Under-17 della Fiorentina.

## Caratteristiche tecniche
Nato come esterno prettamente offensivo, sotto la guida di Domenico Di Carlo alla Sampdoria ha iniziato a giocare come vertice alto nel rombo di centrocampo, ovvero in posizione di trequartista.

## Carriera

### Giocatore

#### L'esordio e i primi anni in Sardegna
Nato in Lombardia a Sesto San Giovanni, paese del padre, si trasferisce con tutta la famiglia dopo pochi anni a Villamassargia, in Sardegna, paese natale della madre. Dopo una breve carriera in una squadra locale di pallamano, inizia a giocare a calcio. Dopo due stagioni con il Villamassargia, all'età di 17 anni esordisce nei campionati dilettantistici sardi con l'Asseminese in Prima Categoria, mettendosi in luce come uno dei più promettenti calciatori sardi e conquistando il salto di categoria in Promozione.
Viene acquistato nel gennaio del 2003 dalla Torres, disputando nella stagione 2003-2004 il Campionato Primavera. L'anno successivo va in prestito all'Alghero, in Serie D, dove disputa 25 partite segnando 7 gol, per poi tornare alla Torres dove disputa un campionato di Serie C1 con 29 presenze e 3 reti.

#### Ascoli
Nella stagione 2006-2007 viene acquistato per 300000 euro dall'Ascoli, in Serie A. Debutta in campionato il 10 settembre 2006 contro l'Atalanta, ma con il tecnico Attilio Tesser non trova spazio, collezionando numerose panchine. Con l'arrivo di Nedo Sonetti, a campionato in corso, si guadagna invece il posto da titolare della fascia sinistra, e a fine della stagione sono 22 le partite disputate con una rete, non sufficienti, comunque, per evitare al club marchigiano la retrocessione in Serie B.
Nonostante il forte interessamento della Fiorentina rimane ad Ascoli anche per il campionato 2007-2008, in Serie B. Utilizzato dall'allenatore Ivo Iaconi, Guberti si conferma un giocatore fondamentale, riuscendo a incrementare anche la propria prolificità realizzativa: totalizza alla fine 39 presenze e ben 7 reti.
Nella Stagione seguente, sotto la guida di Vincenzo Chiarenza prima e di Nello Di Costanzo poi, riesce a disputare 11 partite, segnando un gol, fino al trasferimento nel mercato invernale.

#### Bari
Il 2 febbraio 2009 passa a titolo definitivo al Bari con un contratto fino al 30 giugno seguente. Debutta con la maglia dei "galletti" il 7 febbraio 2009 in Brescia-Bari 0-0 e segna il primo gol il 17 febbraio 2009 in Livorno-Bari 1-1. Termina la stagione con un bilancio di 18 presenze e ben 9 reti, che valgono la vittoria del campionato di Serie B e la conseguente promozione in Serie A.

#### Roma
Il 22 giugno 2009 viene ufficializzato il suo passaggio alla Roma a parametro zero, dato che il suo contratto con il Bari era scaduto. Il 30 luglio dello stesso anno fa il suo esordio in maglia giallorossa contro il Gent, partita valida per la UEFA Europa League 2009-2010 vinta 3-1 dai capitolini. Con la Roma gioca complessivamente dodici partite, tra campionato e Europa League, andando a segno per la prima volta in carriera in Europa, nel 7-1 del 27 agosto contro il Košice.

#### Sampdoria
Non trovando spazio nella squadra della capitale, l'11 gennaio 2010 si trasferisce in prestito alla Sampdoria.
Esordisce, giocando subito da titolare, in maglia blucerchiata il 17 gennaio in Sampdoria-Catania 1-1. Nella stagione gioca 16 partite, marcando due gol.. Il 6 agosto 2010 la Sampdoria ne acquista la comproprietà del cartellino dalla Roma per la cifra di 1,5 milioni di euro. Esordisce in Champions League nei preliminari contro il Werder Brema e in campionato il primo sigillo arriva alla prima giornata, nel 2 a 0 contro la Lazio. Segna anche un gol importante contro l'Inter, partita che poi finirà 1-1. La sua prima doppietta in maglia blucerchiata arriva contro il Bari il 5 dicembre 2010, mentre il 9 gennaio 2011 segna il gol vittoria contro la sua ex squadra, la Roma. Il 19 gennaio 2011 realizza uno dei rigori che valgono i quarti di finale di Coppa Italia, partita nella quale va nuovamente in gol, accorciando le distanze col Milan, ma non può evitare l'eliminazione della squadra.

#### Ritorno a Roma ed esperienze successive
Il 24 giugno 2011 viene acquisita l'altra metà del suo cartellino dalla Roma per 500.000 euro e il 15 luglio 2011, dopo aver rinnovato il suo contratto con i giallorossi fino al 2014, viene resa nota l'ufficialità del suo trasferimento in prestito con diritto di riscatto per la compartecipazione al Torino.. Il 16 settembre 2011, in una seduta di allenamento, riporta la rottura del legamento crociato anteriore del ginocchio sinistro, che lo costringe a 6 mesi di stop. Torna in campo il 24 marzo 2012 partendo da titolare nella partita vinta 6-0 dai granata contro il Gubbio.
Nel luglio 2012 non viene convocato per il ritiro estivo della Roma, in attesa di essere ceduto poiché non rientra più nei piani della società giallorossa. A seguito della sentenza dell'inchiesta di calcioscommesse è messo fuori rosa.
Nell'estate del 2015 viene aggregato dal Perugia, in Serie B.
Nell’estate 2017 firma per la Robur Siena con cui disputa il campionato di Lega Pro. Rimasto svincolato dopo il fallimento del club toscano, nell'ottobre 2020 firma per il Latte Dolce, militante in Serie D, tornando a Sassari e in Sardegna dopo 15 anni. Colleziona 15 presenze totali senza trovare gol, lasciando la squadra nel gennaio del 2021.

#### Ritorno a Siena e ritiro
Nel marzo del 2021 torna a vestire la maglia del Siena, ripartito dalla Serie D.
In estate la squadra viene ripescata in Serie C e il 23 aprile 2022, dopo aver fallito la qualificazione ai play-off, Guberti annuncia l’addio al calcio giocato.

### Dopo il ritiro
Il 7 luglio 2022, Guberti viene annunciato come nuovo coordinatore tecnico delle giovanili del Siena, nonché allenatore della squadra Under-17. L'incarico termina l’anno seguente al nuovo fallimento del Siena.
Nell’ottobre del 2023 ottiene l’abilitazione per allenatore UEFA A a Coverciano che consente di guidare tutte le formazioni giovanili, comprese le squadre Primavera, e le prime squadre fino alla Lega Pro inclusa, nonché al tesseramento come allenatore in seconda in Serie A e in Serie B.
Nel 2023 viene nominato allenatore dell'U16 della Fiorentina

## Calcioscommesse

### Processo sportivo
Nel 2012 viene coinvolto nell'inchiesta per tentato illecito sportivo insieme all'ex compagno del Bari Andrea Masiello in riguardo a Bari-Sampdoria (0-1) della stagione 2010-2011: Guberti avrebbe offerto 400.000 euro all'ex compagno per riuscire ad ottenere la vittoria della partita per la sua squadra, la Sampdoria, coinvolta nella lotta per la retrocessione, ma, visto il rifiuto degli altri giocatori biancorossi, non se ne sarebbe fatto più nulla. Il 26 luglio viene deferito dal procuratore federale Stefano Palazzi per illecito sportivo proprio in merito a Bari-Sampdoria. Il 3 agosto Palazzi richiede per lui una squalifica pari a 3 anni; il 10 agosto in primo grado e il 22 agosto in secondo grado la Commissione Disciplinare gli conferma la squalifica.. La partita si concluse comunque con la vittoria della Sampdoria e non è mai stata appurata la provenienza dei soldi offerti.
Nello stesso mese, insieme ad altri suoi ex compagni del Bari, viene iscritto nel registro degli indagati dalla Procura di Bari per frode sportiva in riguardo a Salernitana-Bari (3-2) del 23 maggio 2009: insieme ad altri 13 compagni avrebbe incassato 7.000 euro da Luca Fusco e Massimo Ganci, avversari ed ex compagni proprio a Bari, per perdere la partita. Il 16 luglio 2013 viene condannato in primo grado dalla Commissione Disciplinare Nazionale della FIGC a 3 anni e 6 mesi di squalifica in continuazione, confermati, poi, anche in appello. Il 4 aprile 2014 il TNAS gli riduce la squalifica a un anno e un mese.

### Processo penale a Bari
In relazione a Palermo-Bari 2-1 e Bari-Sampdoria 0-1 del 2010-2011, il 17 settembre 2015 in primo grado viene assolto dal Tribunale di Bari dal reato di frode sportiva "perché il fatto non sussiste"; potendo tornare a giocare in caso di revisione della sentenza del processo relativo alla giustizia sportiva. Infine il 5 gennaio 2016 il presidente della FIGC Carlo Tavecchio concede la grazia a Guberti, potendo tornare in campo a partire dal primo impegno ufficiale successivo a tale data.
Il 30 maggio seguente, in relazione a Salernitana-Bari 3-2 del 2008-2009, viene condannato a 6 mesi di reclusione e 6.000 euro di multa con pena sospesa nel processo penale a Bari.
Nel 2018 è stato assolto in appello dall'accusa di frode sportiva per non aver commesso il fatto

## Statistiche

### Cronologia presenze e reti nei club
| Stagione         | Squadra          | Campionato       | Campionato | Campionato | Coppe nazionali | Coppe nazionali | Coppe nazionali | Coppe continentali | Coppe continentali | Coppe continentali | Altre coppe | Altre coppe | Altre coppe | Totale | Totale |
| Stagione         | Squadra          | Comp             | Pres       | Reti       | Comp            | Pres            | Reti            | Comp               | Pres               | Reti               | Comp        | Pres        | Reti        | Pres   | Reti   |
| ---------------- | ---------------- | ---------------- | ---------- | ---------- | --------------- | --------------- | --------------- | ------------------ | ------------------ | ------------------ | ----------- | ----------- | ----------- | ------ | ------ |
| 2004-2005        | Alghero          | D                | 25         | 7          | -               | -               | -               | -                  | -                  | -                  | -           | -           | -           | 25     | 7      |
| 2005-2006        | Torres           | C1               | 29+2       | 3          | CI-C            | 6               | 0               | -                  | -                  | -                  | -           | -           | -           | 37     | 3      |
| 2006-2007        | Ascoli           | A                | 22         | 1          | CI              | 1               | 0               | -                  | -                  | -                  | -           | -           | -           | 23     | 1      |
| 2007-2008        | Ascoli           | B                | 40         | 7          | CI              | 5               | 3               | -                  | -                  | -                  | -           | -           | -           | 45     | 10     |
| 2008-gen. 2009   | Ascoli           | B                | 11         | 1          | CI              | 3               | 0               | -                  | -                  | -                  | -           | -           | -           | 14     | 1      |
| Totale Ascoli    | Totale Ascoli    | Totale Ascoli    | 73         | 9          |                 | 9               | 3               |                    | -                  | -                  |             | -           | -           | 82     | 12     |
| gen.-giu. 2009   | Bari             | B                | 18         | 9          | CI              | -               | -               | -                  | -                  | -                  | -           | -           | -           | 18     | 9      |
| 2009-gen. 2010   | Roma             | A                | 6          | 0          | CI              | 0               | 0               | UEL                | 6                  | 1                  | -           | -           | -           | 12     | 1      |
| gen.-giu. 2010   | Sampdoria        | A                | 16         | 2          | CI              | -               | -               | -                  | -                  | -                  | -           | -           | -           | 16     | 2      |
| 2010-2011        | Sampdoria        | A                | 36         | 5          | CI              | 2               | 1               | UCL+UEL            | 2+6                | 0                  | -           | -           | -           | 46     | 6      |
| Totale Sampdoria | Totale Sampdoria | Totale Sampdoria | 52         | 7          |                 | 2               | 1               |                    | 8                  | 0                  |             | -           | -           | 62     | 8      |
| 2011-2012        | Torino           | B                | 8          | 0          | CI              | 2               | 0               | -                  | -                  | -                  | -           | -           | -           | 10     | 0      |
| 2012-2013        | Roma             | A                | -          | -          | CI              | -               | -               | -                  | -                  | -                  | -           | -           | -           | -      | -      |
| Totale Roma      | Totale Roma      | Totale Roma      | 6          | 0          |                 | 0               | 0               |                    | 6                  | 1                  |             | -           | -           | 12     | 1      |
| 2015-2016        | Perugia          | B                | 12         | 1          | CI              | -               | -               | -                  | -                  | -                  | -           | -           | -           | 12     | 1      |
| 2016-2017        | Perugia          | B                | 35+2       | 4          | CI              | 3               | 0               | -                  | -                  | -                  | -           | -           | -           | 40     | 4      |
| Totale Perugia   | Totale Perugia   | Totale Perugia   | 47+2       | 5          |                 | 3               | 0               |                    | -                  | -                  |             | -           | -           | 52     | 5      |
| 2017-2018        | Siena            | C                | 37         | 5          | CI-C            | -               | -               | -                  | -                  | -                  | -           | -           | -           | 37     | 5      |
| 2018-2019        | Siena            | C                | 34         | 6          | CI+CI-C         | 1+0             | -               | -                  | -                  | -                  | -           | -           | -           | 35     | 6      |
| 2019-2020        | Siena            | C                | 11+1       | 1          | CI-C            | -               | -               | -                  | -                  | -                  | -           | -           | -           | 12     | 1      |
| 2020- gen.2021   | Latte Dolce      | D                | 15         | 0          | -               | -               | -               | -                  | -                  | -                  | -           | -           | -           | 15     | 0      |
| gen.-giu. 2021   | Siena            | D                | 12+1       | 4          | -               | -               | -               | -                  | -                  | -                  | -           | -           | -           | 13     | 4      |
| 2021-2022        | Siena            | C                | 35         | 2          | CI-C            | 1               | 1               | -                  | -                  | -                  | -           | -           | -           | 36     | 3      |
| Totale Siena     | Totale Siena     | Totale Siena     | 134        | 17         |                 | 2               | 1               |                    |                    |                    |             |             |             | 136    | 18     |
| Totale carriera  | Totale carriera  | Totale carriera  | 390        | 53         |                 | 21              | 5               |                    | 14                 | 1                  |             | -           | -           | 425    | 59     |

## Palmarès
- Campionato italiano di Serie B: 1

Bari: 2008-2009